# Kukadi
Der Kukadi oder Kukdi (Hindi कुकडी नदी; Marathi कुकडी नदी) ist ein ca. 125 km langer Nebenfluss des Ghod im Distrikt Pune im Bundesstaat Maharashtra im Westen Indiens.

## Verlauf
Der Kukadi entspringt auf der Ostseite der Westghats beim Ort Naneghat; bereits nach etwa 20 km wird er vom Manikdoh-Staudamm gestaut. Er fließt in Richtung Südosten nördlich an der Stadt Junnar vorbei und wird nach weiteren ca. 20 km – zusammen mit dem von Nordwesten kommenden Pushpawati – erneut gestaut. Bis zu seiner Mündung in den Fluss Ghod ca. 12 km westlich von Shirur sind es weitere 50 km.

## Besonderheiten
Ungefähr 12 Kilometer vor seiner Mündung durchfließt der Kukadi beim Ort Nighoj ein felsiges Gebiet, dessen Ufer durch jahrtausendelange Erosion – vor allem während der sommerlichen Monsunzeit – zu eigenartigen Formen (potholes) ausgewaschen wurden.

## Sehenswürdigkeiten
- Etwa 12 km südöstlich der Quelle befindet sich beim Ort Pur der mittelalterliche Kukdeshwar-Tempel.[1]
- In der näheren Umgebung der Stadt Junnar liegen mehrere buddhistische Höhlenklöster und Bergforts.